# Pianottoli-Caldarello
Pianottoli-Caldarello é uma comuna francesa na região administrativa de Córsega, no departamento de Córsega do Sul. Estende-se por uma área de 43 km². 